# Высшая лига КВН 2006
Сезон Высшей лиги КВН 2006 года — 20 сезон с возрождения телевизионного КВН в 1986 году. Весь сезон был посвящён 45-летию Клуба Весёлых и Находчивых, и кульминацией стал Спецпроект «КВНу-45».
Сезон стартовал как «Сезон без названия», и было решено отойти от тем вообще — их не получали ни конкурсы, ни игры. Несмотря на это, телезрителям было предложено самим придумать название сезону, и в конце года был выбран вариант «Разный сезон».
На данный момент сезон 2006 — последний с участием 12 команд, и последний с финалом на троих. Среди участников сезона, команда РУДН, пропустившая год, «ЛУНа», игравшая свой третий сезон, а также новые выпускники Премьер-лиги: «МаксимуМ» (вернувшийся в Высшую лигу после второго чемпионства в Премьер-лиге), «Пирамида», «Друзья», и самая малочисленная, на тот момент, команда «Сборная малых народов» — эта команда изначально состояла из двух актёров, но в Высшей лиге состав расширился до пяти участников (включая восьмилетнюю Александру Волковскую). Открытием сезона стала курская команда «ПриМа», выигравшая три первые игры, и дошедшая до финала в своём первом сезоне, при том, что в Премьер-лиге она смогла дойти лишь до полуфинала. Компанию курянам в главной игре сезона составили «ЛУНа» и РУДН, и именно последние стали чемпионами 2006 года.

## Состав
В сезон Высшей лиги 2006 были приглашены двенадцать команд:
1. Аляска (Киев) — чемпионы Высшей украинской лиги
2. Нефтегаз (Тюмень) — чемпионы Первой лиги
3. Не парни (Екатеринбург) — финалисты Евролиги, играли в Премьер-лиге в 2003 году под названием УрГПУ
4. ПриМа (Курск) — полуфиналисты Премьер-лиги
5. Обычные люди (Москва) — чемпионы Лиги Москвы и Подмосковья, полуфиналисты Премьер-лиги 2004 под названием «МЭИ»
6. Сборная малых народов (Москва) — финалисты Премьер-лиги
7. Друзья (Пермь) — финалисты Премьер-лиги
8. Пирамида (Владикавказ) — вице-чемпионы Премьер-лиги
9. МаксимуМ (Томск) — второй сезон в Высшей лиге, чемпионы Премьер-лиги
10. Каzахи (Астана) — второй сезон в Высшей лиге, выступали под названием «Астана.kz»
11. Лица Уральской НАциональности (Челябинск) — третий сезон в Высшей лиге
12. РУДН (Москва) — третий сезон в Высшей лиге

Чемпионом сезона стала команда РУДН.

## Игры

### ⅛ финала
Первая ⅛ финала
- Дата игры: 3 марта
- Тема игры: -
- Команды: Обычные люди (Москва), Не парни (Екатеринбург), МаксимуМ (Томск), Астана.kz (Астана)
- Жюри: Леонид Ярмольник, Михаил Ефремов, Константин Эрнст, Иван Ургант, Юлий Гусман
- Конкурсы: Приветствие, Разминка, Пять шуток про… (КВН), Музыкальный конкурс

| Команда      | Приветствие | Разминка | общий | Пять шуток | общий | Муз. конкурс | Итого |
| ------------ | ----------- | -------- | ----- | ---------- | ----- | ------------ | ----- |
| Обычные люди | 4           | 5,2      | 9,2   | 2,2        | 11,4  | 5            | 16,4  |
| Не Парни     | 4           | 4,2      | 8,2   | 2,2        | 10,4  | 4            | 14,4  |
| МаксимуМ     | 5           | 5,4      | 10,4  | 2,8        | 13,2  | 4,8          | 18    |
| Астана.kz    | 4,8         | 4,8      | 9,6   | 3          | 12,6  | 5            | 17,6  |

Результат игры:
1. МаксимуМ
2. Астана.kz
3. Обычные люди
4. Не парни

- На этой игре «Обычные люди» показали музыкальный конкурс «Путь самурая».
- На этой игре появился новый конкурс — «Пять шуток про…», в котором команда должна придумать пять шуток на заданную тему. Поскольку конкурс очень короткий, оценивается он по трёхбалльной шкале.

Вторая ⅛ финала
- Дата игры: 12 марта
- Тема игры: -
- Команды: Нефтегаз (Тюмень), ПриМа (Курск), Сборная малых народов (Москва), Лица Уральской НАциональности (Челябинск)
- Жюри: Дмитрий Харатьян, Леонид Ярмольник, Михаил Ефремов, Константин Эрнст, Иван Ургант, Юлий Гусман
- Конкурсы: Приветствие, Разминка, Пять шуток про… (праздники), Музыкальный конкурс

| Команда  | Приветствие | Разминка | общий | Пять шуток | общий | Муз. конкурс | Итого |
| -------- | ----------- | -------- | ----- | ---------- | ----- | ------------ | ----- |
| Нефтегаз | 4,5         | 3,8      | 8,3   | 2,3        | 10,6  | 4,8          | 15,4  |
| СМН      | 4,2         | 4,2      | 8,4   | 2,3        | 10,7  | 3,8          | 14,5  |
| ЛУНа     | 4,8         | 5        | 9,8   | 1,8        | 11,6  | 5            | 16,6  |
| ПриМа    | 4,5         | 5,8      | 10,3  | 3          | 13,3  | 5            | 18,3  |

Результат игры:
1. ПриМа
2. Лица Уральской НАциональности
3. Нефтегаз
4. Сборная малых народов

- Юлий Гусман за конкурс «Пять шуток про…» поставил «ЛУНе» 1 балл.
- На этой игре в музыкальном конкурсе команда «Нефтегаз» показала номер про Клеопатру, «ЛУНа» — номер про свадьбу, а «ПриМа» — номер «Куряне в Олимпийском комитете».
- В конце этой игры Константин Эрнст пригласил участницу команды «Сборная малых народов» Сашу Волковскую работать на «Первом канале». Позже вместе с Иваном Ургантом она вела передачу «Цирк со звёздами», и появлялась в «Большой разнице».[2]
- Команда «Нефтегаз» стала первым чемпионом Первой лиги, попавшим напрямую в Высшую лигу после 2004 года (начиная с которого, чемпионам Первой лиги уже не было гарантировано попадание в Высшую лигу напрямую).

Третья ⅛ финала
- Дата игры: 24 марта
- Тема игры: -
- Команды: Друзья (Пермь), Аляска (Киев), Пирамида (Владикавказ), РУДН (Москва)
- Жюри: Дмитрий Харатьян, Леонид Ярмольник, Михаил Ефремов, Константин Эрнст, Иван Ургант, Юлий Гусман
- Конкурсы: Приветствие, Разминка, Пять шуток про… (традиции), Музыкальный конкурс

| Команда  | Приветствие | Разминка | общий | Пять шуток | общий | Муз. конкурс | Итого |
| -------- | ----------- | -------- | ----- | ---------- | ----- | ------------ | ----- |
| Друзья   | 4           | 5,7      | 9,7   | 3          | 12,7  | 4            | 16,7  |
| Аляска   | 4           | 4        | 8     | 2          | 10    | 3,7          | 13,7  |
| Пирамида | 5           | 4,8      | 9,8   | 3          | 12,8  | 5            | 17,8  |
| РУДН     | 5           | 5        | 10    | 2,8        | 12,8  | 5            | 17,8  |

Результат игры:
1. РУДН; Пирамида
2. Друзья
3. Аляска

- На этой игре в музыкальном конкурсе РУДН показали пародию на американские боевики («Америка — страна индейцев»).

Дополнительно члены жюри должны были отобрать ещё двух четвертьфиналистов, ими стали: Друзья (третья игра) и Обычные люди (первая игра).

### Четвертьфиналы
Первый четвертьфинал
- Дата игры: 13 мая
- Тема игры: -
- Команды: Друзья (Пермь), Астана.kz (Астана), ПриМа (Курск), РУДН (Москва)
- Жюри: Александр Абдулов, Дмитрий Харатьян, Леонид Ярмольник, Иван Ургант, Юлий Гусман
- Конкурсы: Приветствие, Конкурс Новостей, СТЭМ, Конкурс одной песни

| Команда   | Приветствие | Новости | общий | СТЭМ | общий | КОП | Итого |
| --------- | ----------- | ------- | ----- | ---- | ----- | --- | ----- |
| Астана.kz | 5           | 3,8     | 8,8   | 3,4  | 12,2  | 5   | 17,2  |
| Друзья    | 4,2         | 4       | 8,2   | 2,6  | 10,8  | 4   | 14,8  |
| ПриМа     | 4,8         | 4       | 8,8   | 4    | 12,8  | 5   | 17,8  |
| РУДН      | 5           | 4       | 9     | 3    | 12    | 5   | 17    |

Результат игры:
1. ПриМа
2. Астана.kz
3. РУДН
4. Друзья

- На этой игре «ПриМа» показала СТЭМ про азбуку и мюзикл «Грузчики».

Второй четвертьфинал
- Дата игры: 19 мая
- Тема игры: -
- Команды: Обычные люди (Москва), Пирамида (Владикавказ), МаксимуМ (Томск), Лица Уральской НАциональности (Челябинск)
- Жюри: Михаил Ефремов, Леонид Ярмольник, Константин Эрнст, Иван Ургант, Юлий Гусман
- Конкурсы: Приветствие, Конкурс Новостей, СТЭМ, Конкурс одной песни

| Команда      | Приветствие | Новости | общий | СТЭМ | общий | КОП | Итого |
| ------------ | ----------- | ------- | ----- | ---- | ----- | --- | ----- |
| Пирамида     | 5           | 4       | 9     | 4    | 13    | 4,8 | 17,8  |
| ЛУНа         | 5           | 3,8     | 8,8   | 4    | 12,8  | 4,8 | 17,6  |
| МаксимуМ     | 4,8         | 3,8     | 8,6   | 3,6  | 12,2  | 4   | 16,2  |
| Обычные люди | 4           | 3,4     | 7,4   | 3,4  | 10,8  | 4,2 | 15    |

Результат игры:
1. Пирамида
2. Лица Уральской НАциональности
3. МаксимуМ
4. Обычные люди

- Проигрыш команд «Друзья» и «Обычные люди» означает, что в полуфинал прошли только команды, попавшие в четвертьфинал напрямую.

### Полуфиналы
Первый полуфинал
- Дата игры: 19 октября
- Тема игры: -
- Команды: ПриМа (Курск), МаксимуМ (Томск), Астана.kz (Астана)
- Жюри: Галина Волчек, Леонид Ярмольник, Константин Эрнст, Михаил Ефремов, Юлий Гусман
- Конкурсы: Приветствие, Разминка, Кино-конкурс (озвучка), БРИЗ, Музыкальный конкурс

| Команда   | Приветствие | Разминка | общий | Озвучка | общий | БРИЗ | общий | Муз. конкурс | Итого |
| --------- | ----------- | -------- | ----- | ------- | ----- | ---- | ----- | ------------ | ----- |
| ПриМа     | 4,4         | 3,2      | 7,6   | 3,8     | 11,4  | 4    | 15,4  | 6            | 21,4  |
| МаксимуМ  | 4,8         | 3        | 7,8   | 3,8     | 11,6  | 3    | 14,6  | 5            | 19,6  |
| Астана.kz | 4,8         | 3        | 7,8   | 3,6     | 11,4  | 3,4  | 14,8  | 4,4          | 19,2  |

Результат игры:
1. ПриМа
2. МаксимуМ
3. Астана.kz

- На этой игре команда «ПриМа» показала музыкальный конкурс про день рождения КВН, в котором был номер с матрёшками «кто есть кто в КВНе»
- В конкурсе «озвучка» команды озвучивали фильмы: Томск — «Морозко», Курск — «Собачье сердце», Астана — «Служебный роман».

Второй полуфинал
- Дата игры: 26 октября
- Тема игры: -
- Команды: Пирамида (Владикавказ), Лица Уральской НАциональности (Челябинск), РУДН (Москва)
- Жюри: Михаил Ефремов, Леонид Ярмольник, Константин Эрнст, Игорь Верник, Юлий Гусман
- Конкурсы: Приветствие, Разминка, Кино-конкурс (озвучка), БРИЗ, Музыкальный конкурс

| Команда  | Приветствие | Разминка | общий | Озвучка | общий | БРИЗ | общий | Муз. конкурс | Итого |
| -------- | ----------- | -------- | ----- | ------- | ----- | ---- | ----- | ------------ | ----- |
| Пирамида | 4           | 5,2      | 9,2   | 3,2     | 12,4  | 3    | 15,4  | 5            | 20,4  |
| ЛУНа     | 5           | 4,8      | 9,8   | 3,8     | 13,6  | 4    | 17,6  | 5,6          | 23,2  |
| РУДН     | 4,8         | 5,2      | 10    | 3,8     | 13,8  | 4    | 17,8  | 6            | 23,8  |

Результат игры:
1. РУДН
2. Лица Уральской НАциональности
3. Пирамида

- Перед последним конкурсом уже было понятно, что «Пирамида» проиграла эту игру. Поэтому своё выступление в этой игре они закончили словами «увидимся в следующем сезоне».
- В конкурсе «озвучка» команды озвучивали фильмы: Челябинск — «Тот самый Мюнхгаузен», Пирамида — «Афоня», РУДН — «Огни большого города».
- Команда «Лица Уральской НАциональности» посвятила эту игру кино — в БРИЗе они показали хит-парад фильмов (продолжение номера с 2005 года про музыкальные альбомы), а в музыкальном конкурсе сделали пародию на фильм «Формула любви».
- На этой игре РУДН представили «БРИЗ-катастрофу», предсказав резкое падение цен на нефть[3].

Кроме победителей полуфиналов, в финал решением жюри приглашена также команда Лица Уральской НАциональности (вторая игра).

### Финал
- Дата игры: 21 декабря
- Тема игры: -
- Команды: ПриМа (Курск), Лица Уральской НАциональности (Челябинск), РУДН (Москва)
- Жюри: Дмитрий Харатьян, Леонид Ярмольник, Андрей Макаревич, Константин Эрнст, Михаил Ефремов, Юлий Гусман
- Конкурсы: Приветствие, Разминка, Кино-конкурс (клип), Капитанский конкурс, Музыкальное домашнее задание

| Команда | Приветствие | Разминка | общий | Киноконкурс | общий | Капитанский | общий | МДЗ | Итого |
| ------- | ----------- | -------- | ----- | ----------- | ----- | ----------- | ----- | --- | ----- |
| ПриМа   | 4,5         | 4,2      | 8,7   | 4,8         | 13,5  | 4           | 17,5  | 5,7 | 23,2  |
| ЛУНа    | 4,2         | 5,7      | 9,9   | 5           | 14,9  | 3,7         | 18,6  | 5,2 | 23,8  |
| РУДН    | 4,8         | 5        | 9,8   | 5           | 14,8  | 3,7         | 18,5  | 5,7 | 24,2  |

Результат игры:
1. РУДН
2. Лица Уральской НАциональности
3. ПриМа

Команда РУДН стала чемпионом Высшей лиги 2006 года.
- Капитанский конкурс играли: Александр Якушев (Курск), Антон Морозенко («ЛУНа») и Сангаджи Тарбаев (РУДН).
- На данный момент, это последний финал Высшей лиги с участием трёх команд.
- На этой игре была объявлена тема сезона. Это был «Разный сезон».
- «ЛУНа» заняла второе место во всех играх этого сезона.
- В своём домашнем задании «ПриМа» показала номер в рисунках о том, как надо праздновать Новый год.

## Члены жюри
В сезоне 2006 игры Высшей лиги КВН судили 10 человек.
8 игр
- Юлий Гусман
- Леонид Ярмольник

7 игр
- Михаил Ефремов
- Константин Эрнст

5 игр
- Иван Ургант

4 игры
- Дмитрий Харатьян

1 игра
- Александр Абдулов
- Игорь Верник
- Галина Волчек
- Андрей Макаревич

## Видео
- Первая 1/8-я финала Архивная копия от 30 октября 2014 на Wayback Machine
- Вторая 1/8-я финала Архивная копия от 23 октября 2014 на Wayback Machine
- Третья 1/8-я финала
- Первый четвертьфинал
- Второй четвертьфинал
- Первый полуфинал Архивная копия от 15 октября 2014 на Wayback Machine
- Второй полуфинал
- Финал